# Karl Robert Marz
Karl Robert Marz (* 17. Dezember 1919 in Wien; † 5. Juli 1977 in Hannover) war ein österreichischer Komponist, Kapellmeister, Pianist und Übersetzer. 

## Leben
Marz studierte Klavier bei Friedrich Wührer, Komposition bei Joseph Marx und Franz Schmidt, Dirigieren u. a. bei Clemens Krauss. Als Korrepetitor war er an der Wiener Staatsoper engagiert, wo er mit Herbert von Karajan zusammenarbeitete. Von 1962 bis zu seinem Tode 1977 war Marz Studienleiter der Niedersächsischen Staatsoper Hannover. Daneben wirkte er als Librettist und Liedpianist, ferner  leitete er Chöre, u. a. den Mödlinger Männer-Gesangverein von 1848.

## Werke

### Kompositionen
- Fünf Aphorismen für Orchester
- Bühnenmusik zu Hanneles Himmelfahrt von Gerhart Hauptmann

### Übersetzungen von Opernlibretti
- Giovanni Francesco Busenello: L’incoronazione di Poppea (Die Krönung der Poppea; UA 1642). Musik: Claudio Monteverdi. London: Faber and Faber, c 1964
- Giovanni Faustini: L’Egisto (UA 1643). Musik: Francesco Cavalli. London: Faber and Faber, c 1977
- Giovanni Faustini: La Calisto (UA 1651). Musik: Francesco Cavalli. London: Faber and Faber, c 1970
- John Dryden: King Arthur (UA 1691). Musik: Henry Purcell. London: Faber and Faber, c 1970
- Giovanni Battista Lorenzi (1721–1807): Il duello comico (Das komische Duell; UA 1782). Musik: Giovanni Paisiello
- Myfanwy Piper (1911–1997): Owen Wingrave (UA 1971/73). Musik: Benjamin Britten, op. 85. London: Faber and Faber, c 1970 (Übersetzung zusammen mit Claus H. Henneberg)